# Recrudece (álbum)
Recrudece es el segundo álbum de estudio del grupo musical de Argentina Virus, lanzado en 1982.
El álbum estuvo plagado de obstáculos y el resultado no conformó al propio grupo. Casi sin difusión de la discográfica, y bajo el constante recibimiento negativo del público y de la crítica, Recrudece fue olvidado rápidamente, quedando como una nota al pie en la carrera de Virus.
Tras Recrudece, los Virus no tardarían en evolucionar artísticamente y abandonar el estilo de la música divertida para adoptar un sonido más roquero y poderoso en su siguiente álbum.

## Historia
Luego de que su trabajo anterior, Wadu-Wadu, no haya tenido el éxito esperado, la compañía CBS decide rescindir su contrato con Virus. Es entonces que el grupo musical da con Daniel Grinbank, quizás el productor más reconocido de la escena roquera de aquel momento, que entre sus filas tenía artistas de la talla de  Charly García, Luis Alberto Spinetta, Nito Mestre, Celeste Carballo, entre otros tantos. Además, Grinbank era dueño del sello DG Discos. 
Es así que Virus, comienza a trabajar en un nuevo proyecto para DG Discos. Recién comenzada la grabación del disco, estalla el conflicto bélico por las Islas Malvinas, disputadas entre Argentina y Reino Unido. 
En medio de la guerra, los productores más reconocidos de Argentina en aquel momento, junto con el apoyo del gobierno de facto del dictador Galtieri, organizaron el Festival de la Solidaridad Latinoamericana.
Bajo el lema "Mucho rock por algo de paz", este festival convocaba a los grandes del rock nacional, cómo Luis Alberto Spinetta, Charly García, David Lebón, Nito Mestre, León Gieco, entre otros tantos, en conjunto con las nuevas propuestas que venían emergiendo, con la intención de juntar alimentos y bienes para los soldados, y pedir por la paz. El festival era transmitido por radio y televisión a todo el país, lo cual resultaría, también, un método de gran difusión y exposición. La producción del festival incluye a Virus, pero ellos se niegan a participar.
Los líderes de la banda (los hermanos Federico, Julio y Marcelo Moura), tienen un hermano desaparecido por la dictadura militar, y ante lo significativo de ese hecho, no querían servir al gobierno de facto formando parte de ese festival, aparte de que consideraban que su participación significara apoyar la guerra.
La ausencia del grupo trajo una repercusión negativa en la opinión pública, y en la prensa, tildándolos de "anti patriotas". Eso, sumado a las presiones y amenazas por parte de las autoridades gubernamentales (militares, principalmente), hizo que el grupo se viera obligado a dar explicaciones sobre su ausencia. Es por eso que Federico Moura se hizo presente en los camarines del festival, y en representación de Virus dio declaraciones en televisión. El ambiente tenso marcado por la guerra, no resultaría un buen momento para expresar abiertamente la postura del grupo, por eso Federico inventó la excusa de que Mario Serra se lesionó una mano.
Años más tarde el guitarrista de Virus, Julio Moura, hablaría al respecto:

Creo que fue una propuesta a todos los grupos en general, que nosotros sentimos como muy desagradable.

Mandar a los chicos allá y subirte a un escenario para especular, era horroroso... Lamentablemente, el momento no dio para decir todo esto, porque si decías algo, te daban un balazo en la cabeza.

Lo mejor que pudo pasar es que se terminara la guerra. Pero entiendo que a más de uno le vino bien aquel festival porque no tocaba ni en la cocina de su casa, y cuando les ofrecieron tocar se transformaron en los ‘héroes de Malvinas’.

Marcelo Moura, también opinó al respecto:

Nos negamos a participar, y finalmente fue lo que fue. Todo lo que se recaudó fue a parar a casa quintas de los militares, no les llegó nada a los soldados, todo se los robaron ellos. Nosotros sabíamos que iba a ser así (...), pero creo que todos los músicos que participaron lo hicieron creyendo de que estaban haciendo un bien.

Así mismo, el músico Daniel Melero, daría su visión de la historia:

Virus es el grupo que políticamente más cerca estuvo de hablarnos de la verdad, mientras se los tildaba de frívolos. Mucha gente no tuvo la capacidad de comprender por que Virus no tocó en ese festival aberrante, en el que la gente arengada fue a "pedirle cosas a Dios" y el rock fue participe de una cosa totalmente ajena a lo que la libertad como estrategia primaria del rock tiene que juntarlos. Se reunieron para festejar la tiranía, creyendo que hablaban de libertad, y Virus no participó de eso. Es uno de los gestos más altos, y yo se de las presiones que hubo para que lo hiciesen.

León Gieco, (quien participó del festival), años más tarde declaró:

Lo del Festival de la Solidaridad fue un invento de los managers del rock para hacer algo con el tema. 

Me llamaron para cantar «Sólo le pido a Dios», un tema que los colimbas cantaban en las Malvinas y solamente por eso fui. Pero me sentí muy mal, es el único recuerdo que tengo.
Cuando terminó la guerra y supe que la comida no les llegaba, que los torturaron por robar un poco de comida o que los chocolates que la gente donaba en Buenos Aires, aparecían en kioscos de Rosario, confirmé todo lo que sospeché en ese momento.

Me di cuenta que los militares argentinos no sirven para nada, ni siquiera para la guerra. Y que la única vez que consiguieron un triunfo, por así decirlo, fue cuando torturaron y mataron a los indefensos, a los que no tenían más armas que la palabra o las ideas: los desaparecidos.

Además de Virus, el grupo musical de punk Los Violadores también se negó a participar.
Después de la ausencia al festival, Virus tuvo conflictos con la productora de Grinbank, lo que desembocó en el nulo apoyo y difusión del disco por parte de DG Discos. Todo terminó con el grupo retornando al sello CBS al año siguiente y con una puja legal que duró casi cinco años. Durante ese tiempo, la banda no tuvo los derechos sobre sus propias composiciones, e incluso no pudieron interpretar las canciones de Recrudece en vivo entre los años 1983 y 1988.

## Grabación
El disco fue grabado y mezclado en los Estudios Panda, en Buenos Aires. La grabación y mezcla estuvo a cargo de Amilcar Gilabert.
La mayoría de las letras están teñidas de crítica, ironía y sarcasmo, en un sentido pseudo humorístico, como por ejemplo en «El banquete», canción con la que abre el disco. Estrofas como "Nos han invitado a un gran banquete", "Han sacrificado jóvenes terneros para preparar una cena oficial", o "Sobre temas, Generales, nos llaman a conversar" hacen claras alusiones a la guerra, al gobierno de facto y a la organización del Festival de la Solidaridad. Otras letras, hacen crítica a los grupos y los artistas de aquel entonces, como «Bandas chantas» o «Reportaje sincero y anticonvencional». Otras, a la idiosincrasia argentina, como «Me fascina la parrilla» o al estado represión que existía en esos años como en «Entrá en movimiento». También hay letras sensuales y sugerentes como «El 146», y también letras entre divertidas y satíricas como «Caricia azul o si no Soledad Carmesí» y «Se zarpó».
Para varias de las letras, convocaron al letrista y sociólogo Roberto Jacoby, del Instituto Di Tella.
En cuanto a la grabación del disco, el grupo musical no quedó del todo conforme, debido a las limitaciones técnicas del estudio.

## Presentación del disco
El disco se presentó en una serie de shows en el Teatro Olimpia los días 19 y 26 de junio y 3,10 y 17 de julio de 1982. En una serie de espectáculos sin precedentes en la historia del rock local, Virus combinó proyecciones, juegos de luces, escenografía, vestuario, actores y bailarines. Con puesta en escena del reconocido actor argentino Lorenzo Quinteros, la actuación del francés Jean François Casanovas y su grupo Caviar, la escenografía de Marta Albertinazzi, y las coreografías de Alejandro Cervera, Virus realiza espectáculos integrales, con un concepto novedoso de "performance", nunca antes visto en la escena del rock de Argentina. Lamentablemente, la prensa de ese momento, el público en general y algunos músicos de la escena, rechazaban la propuesta del grupo y los catalogaban de frívolos, escandalosos y ridículos.

## Lista de canciones
Lado A

| N.º   | Título                                 | Música                                    | Escritor(es)                    | Duración |  |
| 1.    | «El banquete»                          | Julio Moura                               | Roberto Jacoby                  | 3:06     |  |
| 2.    | «Ay, qué mambo»                        | Federico Moura                            | Roberto Jacoby                  | 2:47     |  |
| 3.    | «El 146»                               | Julio Moura, Federico Moura, Mario Serra  | Roberto Jacoby y Federico Moura | 4:03     |  |
| 4.    | «Bandas chantas arañan la nada»        | Julio Moura                               | Roberto Jacoby                  | 2:57     |  |
| 5.    | «Me fascina la parrilla»               | Marcelo Moura, Ricardo Serra, Julio Moura | Roberto Jacoby                  | 3:13     |  |
| 6.    | «Reportaje sincero y anticonvencional» | Julio Moura                               | Roberto Jacoby                  | 3:02     |  |
| 19:20 |                                        |                                           |                                 |          |  |

Lado B

| N.º   | Título                                                          | Música         | Escritor(es)                                                                                            | Duración |  |
| 1.    | «Entrá en movimiento»                                           | Federico Moura | Roberto Jacoby                                                                                          | 4:15     |  |
| 2.    | «Caricia azul o si no Soledad Carmesí»                          | Federico Moura | Roberto Jacoby                                                                                          | 4:24     |  |
| 3.    | «El corazón destrozado de Francisco Quevedo (poema de Quevedo)» | Federico Moura | Francisco de Quevedo y Roberto Jacoby (Estribillo)                                                      | 3:48     |  |
| 4.    | «Se zarpó»                                                      | Julio Moura    | Roberto Jacoby                                                                                          | 3:00     |  |
| 5.    | «Cave canem»                                                    | Mario Serra    | Julio Moura, Ricardo Serra, Federico Moura, Marcelo Moura, Roberto Jacoby, Enrique Mugetti, Mario Serra | 4:12     |  |
| 19:42 |                                                                 |                | |          |  |

## Curiosidades
Virus, había compuesto una canción usando como letra un poema de la reconocida escritora María Elena Walsh. El grupo esperaba la autorización de la escritora y cantautora para publicarla en el disco, pero finalmente no lo autorizó. Es así que siguiendo con la idea principal de ponerle música a un poema, lo hicieron con "Es hielo abrazador, es fuego helado", del escritor español Francisco de Quevedo. Debido a que ya las obras de Quevedo eran de dominio público, el grupo evitaba el problema de esperar una autorización para poder publicarlo. Con ligeros cambios en la letra para que encaje con la música, y un estribillo escrito por Roberto Jacoby, finalmente «El corazón destrozado de Francisco Quevedo» es incluida en el disco. No era usual en los artistas de aquel momento hacer una canción a partir de un poema, debido a lo dificultoso que resulta ponerle música a algo ya escrito. Otra canción del disco, «Me fascina la parrilla», es quizás la primera canción de la que se tenga registro que menciona a Diego Maradona y a Charly García en su letra. Además, también nombra a otros personajes de la cultura de Argentina, como Jorge Luis Borges, Carlos Gardel, Jorge Porcel, entre otros tantos.

## Músicos
Virus
- Federico Moura: voz principal y coros.
- Julio Moura: guitarra principal y coros.
- Marcelo Moura: sintetizador, piano y coros.
- Ricardo Serra: guitarra rítmica.
- Enrique Muggeti: bajo.
- Mario Serra: batería.

Musicos invitados
- Gonzalo Palacios: saxofón.
- Patricio Bisso: coros en «Entrá en movimiento».

; Producción:
- Producción artística: Virus.
- Grabado en: Estudios Panda.
- Grabación y mezcla: Amilcar Gilabert.
- Arte de tapa: Roberto Magnasco.
- Fotografía: Alejandro Cherniavsky y Andy Cherniavsky.
- Manager personal: Pablo Carugatti.
- Producción: Virus y Daniel Grinbank para DG Discos.